# I. Sigurd norvég király
I. Sigurd Magnusson vagy Jeruzsálemjáró Sigurd (1089 – 1130. március 26.) norvég király 1103-tól haláláig, az első skandináv uralkodó, aki részt vett a keresztes hadjáratokban. Katedrálisok és kolostorok építésével erősítette meg a norvég egyházat, és a tized bevezetésével biztos jövedelemforrást teremtett a papság számára.
III. Magnus norvég király második, törvénytelen fiaként született és édesapja halála után bátyjával, I. Eysteinnel és öccsével, (IV.) Olaffal együtt lépett a trónra, bár az utóbbi fiatalon meghalt anélkül, hogy ténylegesen részt vett volna az uralkodásban. Mikor Norvégiába érkezett a kereszteshadjáratok híre, Sigurd is útnak indult Palesztinába nagy sereggel és 60 hajóval 1107-ben. norvégia kormányzását bátyjára, Eysteinre hagyta. Tizenegy évig kalandozott, járta Európa nagy részét és Ázsia nyugati részeit és csak kevesedmagával tért vissza. Útközben megállt Angliában, Franciaországban, Spanyolországban és Szicilíában, s a Baleár-szigeteknél megütközött a mór kalózokkal. Királyi címet adományozott Szicília normann uralkodójának, II. Rogernek. 1110-ben érkezett meg Palesztinába, ahol Jeruzsálem királya, I. Balduin örömmel fogadta, Sigurd pedig segített a frankoknak elfoglalni Szidón városát. Katonáit és teljes hajóhadát Konstantinápolyban hagyta ajándékul I. Alexiosz bizánci császárnak, és szárazföldön tért vissza Norvégiába, 1111-ben. Tizenegy éves (?) vállalkozásából nem vitt haza mást, mint ezt a melléknevet: Jarsalafar, ami annyit jelent, mint "Jeruzsálemjáró" és egy forgácsot abból a szent keresztből, amelyről maguk Balduin király és a pátriárka tanúsították esküvel, hogy az valóban abból a keresztfából való, amelyen Krisztus kínozták halálra. Hazájába való visszaérkezésekor, fivérei halála után Sigurd Norvégia egyeduralkodója lett. Legszívesebben az ország déli részében tartózkodott, Kongehelle városában, ahol megerősített vár közepén királyi kastélyt építtetett magának, mellé pedig szép templomot, de az utóbbit csak fából, mert ez volt akkor a legolcsóbb építőanyag Norvégiában és a királynak többre nem tellett. Eystein halála (1122) után egyedüli uralkodóként több helyen is székesegyházat építtetett, köztük Stavangerben, ahol egyben  püspökséget is alapított, nagyban hozzájárulva a város fejlődéséhez. Bár Sigurd egyike volt Norvégia legjobb királyainak, de uralkodása utolsó éveiben – valószínűleg a mértéktelen alkoholfogyasztástól – időnként a téboly jelei mutatkoztak rajta és ilyenkor igen sokat kegyetlenkedett. Ám amikor eszméletére tért, igyekezett jóvátenni mindazokat a hibákat, amiket ilyenkor tett, sőt megjutalmazta azokat, akik vagy rábeszéléssel vagy erőszakkal megakadályozták abban, hogy kegyetlenkedjék. 27 évnyi uralkodás után elborult elmével halt meg, egyes nézeteknek köszönhetően a retsina jellegű borok fogyasztása miatt.

## Gyermekei
Sigurd kétszer nősült meg:
- Első házasságát 1102-ben[3] kötötte Biadmuinnal, Írországi Muikertach király leányával. Házasságuk gyermektelen maradt.
- Másodszorra Kievi Malmfridát, I. Msztyiszlav kijevi nagyfejedelem leányát vette el 1116/1118-ban.[3] Egy gyermekük született:
  - Krisztina (†1178) ∞ Erling Skakke
- Volt egy törvénytelen fia is:
  - Magnus (1115 − 1139. november 12.)